# Selangor

Selangor elhelyezkedése Malajzia térképén.

Selangor zászlaja

Selangor Malajzia egyik állama, a Maláj-félsziget középső részének nyugati partján.
Területe 8104 km², lakossága 5,4 millió fő volt 2010-ben népsűrűsége 670 fő/km².
Székhelye Shah Alam.
Gazdaságilag az ország legfejlettebb része, 2010-ben az ország GDP-jének 23%-át adta.

## Fordítás
- Ez a szócikk részben vagy egészben  a   Selangor című angol Wikipédia-szócikk fordításán alapul.  Az eredeti cikk szerkesztőit annak laptörténete sorolja fel. Ez a jelzés csupán a megfogalmazás eredetét és a szerzői jogokat jelzi, nem szolgál a cikkben szereplő információk forrásmegjelöléseként.